# Knivsberg-Gesellschaft
Die Knivsberg-Gesellschaft ist eine Organisation der deutschen Volksgruppe in Nordschleswig.

## Geschichte
Seit der ersten Hälfte des 19. Jahrhunderts bildeten Volksfeste den Rahmen für nationale Kundgebungen im Streit um die Zugehörigkeit des Herzogtums Schleswig. Zwei Kriege, 1848–1851 und 1864, wurden um Schleswig geführt, das schließlich 1867 gemeinsam mit Holstein zur preußischen Provinz Schleswig-Holstein wurde. Nach einem deutschen Volksfest auf der Insel Kalö in der Gjenner Bucht wurde 1893 angeregt, den Knivsberg als zukünftigen Ort deutscher Volksfeste zu kaufen. Am 11. Oktober 1893 wurde die bis heute bestehende Knivsberggesellschaft gegründet, erster Vorsitzender war der Apenrader Reeder Michael Jebsen.
Die Knivsberggesellschaft erwarb das Gelände und richtete am 15. Juli 1894 das erste Volksfest auf dem Knivsberg aus. Am 4. August 1895 erfolgte die Grundsteinlegung für den Bau eines Bismarck-Nationaldenkmals auf dem Knivsberg; es sollte mit einer Höhe von 47 m sowie mit einer 7 m hohen Bismarckstatue zu einem der größten Denkmäler im Deutschen Reich werden. Am 4. Mai 1901 fand die Einweihung statt. Das Bismarck-Denkmal sollte den deutschen Anspruch auf das nach dem Krieg von 1864 erworbene Schleswig-Holstein betonen.
Die Bismarck-Statue wurde bereits im Jahr 1919 entfernt, da bei der bevorstehenden Volksabstimmung als Folge des Ersten Weltkriegs eine Entscheidung Nordschleswigs für Dänemark absehbar war. Seit 1930 steht das Bismarck-Denkmal auf dem Aschberg nördlich von Rendsburg.
Der Knivsberg blieb nach der Volksabstimmung von 1920 und der folgenden Abtretung Nordschleswigs an Dänemark jährlicher Versammlungsort der deutschen Volksgruppe, für die Knivsbergfest von wesentlicher Bedeutung für den Erhalt des deutschen Bewusstseins, Ihrer heimdeutschen Identität und für den Kontakt nach Schleswig-Holstein wurde.
Die Bedeutung des Knivsberg als Sammelpunkt der deutschen Nordschleswiger wurde durch die 1931 errichtete Jugendherberge verstärkt. Sie war von dem Hamburger Großkaufmann Alfred Toepfer gestiftet worden und ist nach dem in Hadersleben und geborenen und in seiner Zeit einflussreichen deutsch-nationalen Schriftsteller August Julius Langbehn (1851–1907) benannt worden, der insbesondere die in Deutschland damals weit verbreitete Jugendbewegung, u. a. den „Wandervogel“, prägte.
Die Knivsberggesellschaft bemühte sich, den traditionellen Rahmen der Knivsbergfeste beizubehalten, obwohl nach dem nationalsozialistischen Machtantritt in Deutschland 1933 der Nationalsozialismus auch in Nordschleswig Fuß fasste. Auseinandersetzungen über die Gestaltung des Knivsbergfestes führten dazu, dass ab 1940 kein Fest mehr stattfand.
Die große symbolische Bedeutung, die der Knivsberg seit der preußischen Zeit und die Knivsbergfeste für die deutsch gesinnte Bevölkerung Nordschleswigs hatten, führte dazu, dass dreieinhalb Monate nach dem Ende der deutschen Besetzung Dänemarks dänische Widerstandskämpfer in der Nacht vom 15. zum 16. August 1945 den Knivsbergturm sprengten.
Unterhalb der Trümmer des gesprengten Turmes fand 1947 das erste Knivsbergfest nach dem Zweiten Weltkrieg statt. Es dauerte mehr als ein Jahrzehnt, ehe eine Einigung der Knivsberggesellschaft mit dem dänischen Staatsministerium über die Schadensbeseitigung auf dem Knivsberg zustande kam. Die Trümmer wurden weitgehend beseitigt bzw. mit Erde überdeckt und aus Granitsteintrümmern des Bismarckturmes wurde eine Gedenkmauer auf dem 100 m hohen Berg errichtet, die auf einer Seite eine Reliefdarstellung des gesprengten Denkmals nach einem Entwurf des nordschleswigschen Künstlers A.G. Nissen zeigt und auf der anderen die Namen der Mitglieder des Gründungsvorstandes der Knivsberggesellschaft nennt. Außerdem wurde 1962 die Gedenkstätte für die Gefallenen der beiden Weltkriege angelegt. 1970 erfolgte der Bau des Jugendhofes Knivsberg.
Der Knivsberg ist kulturhistorisches Zentrum der deutschen Minderheit.

## Bildungsstätte Knivsberg
Das Zentrum in Knivsberg ist ein kultureller Treffpunkt der deutschen Minderheit in Dänemark. Es wird eine große Programmvielfalt für Jugendliche und Erwachsene geboten. Dabei geht es um Sport, Kunst, Theater, politische Bildung, Jugendaustausch und Musik. Das Gelände umfasst ca. 10 ha, dazu gehören Campingplatz, Freilichtbühne, Klettermöglichkeiten, Naturpfad, Sportplatz etc.
Die Bildungsstätte verbindet minderheitenspezifische Seminare, Kurse und Angebote mit internationaler Bildungsarbeit für alle Generationen aller Nationen. Dabei sind Gast- und Fremdbelegungen erwünscht. Neben der Bildungsarbeit spielt die Beteiligung in regionaler und überregionaler Kulturarbeit eine zunehmend stärkere Rolle. Die Bildungsstätte ist eine Institution des Landes Schleswig-Holstein. Inhaltlich wird ein breites Spektrum von kulturell-musisch gestalterischen Aktivitäten angeboten. Der Knivsberg ist die zentrale Begegnungs- und Freizeitstätte der Deutschen Minderheit. Träger der Bildungsstätte ist der Deutsche Jugendverband für Nordschleswig veranstaltete Knivsbergfest ist ein zentrales Datum im Kalender der deutschen Nordschleswiger.
Das Knivsberg-Gelände ist privates Eigentum der Knivsberggesellschaft.
Zentrum der Bildungsstätte ist das 1970 eingeweihte Michael-Jebsen-Haus. In regionalen und europäischen Projekten wird zeitgemäße Kultur- und Bildungsarbeit umgesetzt. Die Angebote richten sich neben der deutschen Minderheit an jeden europäischen Bürger. Das Veranstaltungsprogramm bietet Kurse, Seminare, Fortbildungen und Aktivitaeten für alle Altersgruppen und öffentliche Großveranstaltungen, wie die offizielle dänische Seifenkistenmeisterschaft, Open-Air-Konzerte, Public Viewing, Lesungen, sowie Kulturabende.
Der Knivsberg bietet über 100 Schlafmöglichkeiten in Vierbettzimmern, Holzhütten (beides mit eigenem Bad). In Mannschaftszelten mit Fußböden und Betten kann eine preiswertere Unterbringung ermöglicht werden. Tagungsräume, Theatersaal mit großer Bühne, Keramikraum mit Brennofen, Tonstudio, Bibliothek, Diskothek, Kaminhalle, Billard, bieten optimale Tagungs- und Konferenzbedingungen. Alles steht bei freier Ressource auch für private Anfragen zur Verfügung, sogar Catering und Feiern im Haus und außerhalb sind Optionen.
Die 1931 eingeweihte Jugendherberge auf dem Knivsberg ist eine Stiftung des Hamburger Großkaufmannes Alfred C. Toepfer (1894–1993). In seiner ursprünglichen architektonischen Ausführung war das Haus stark der Heimatschutzarchitektur verbunden.
Die Jugendherberge wurde nach dem in Hadersleben geborenen Schriftsteller August Julius Langbehn (1851–1907) benannt, der großen Einfluss auf die Jugendbewegung vor und nach dem Ersten Weltkrieg in Deutschland hatte, der sich auch Toepfer zeitlebens verbunden fühlte.
August Julius Langbehn wurde durch seine 1890 anonym erschienene kulturpessimistisches Schrift bekannt; vom Titel dieser Veröffentlichung leitete sich später der Beiname Langbehns, der Rembrandtdeutsche, ab. In diesem Buchwandte Langbehn sich gegen die Einflüsse von Rationalität und Moderne, er setzte ihnen einen mystisch-romantischen Kunstbegriff als Ursprung aller echten Werte gegenüber und trat für den Primat des Gefühls und der Individualität gegenüber dem Verstand ein. Den niederländischen Maler Rembrandt sah er dabei als Leitbild. Langbehns Ideen sind vage und voller Vorurteile, sie bilden eine der Aufklärung entgegenstehende und der Vergangenheit zugewandte Ideologie. Das Buch spiegelt den antimodernen, antiliberalen und antisemitischen Zeitgeist von Teilen des deutschen Bürgertums am Ende des 19. Jahrhunderts. Auch das fortschrittsfeindliche und idealistische Wunschdenken der Jugendbewegung bediente sich aus dieser Vorstellungswelt, die bis in den Nationalsozialismus hinein wirkte.
Die Beibehaltung des Namens Langbehn-Haus fordert zur kritischen Auseinandersetzung mit der Ideologie dieses Autors heraus, dessen Name so tief in den Stein über dem Eingang eingehauen ist, wie seine Gedanken zwei Generationen geprägt und sie blind für die menschenverachtenden Auswirkungen der Langbehnschen Ideen gemacht haben.
Für die Jugendherberge ließ der Stifter Alfred C. Toepfer von dem ihm verbundenen Künstler A. Paul Weber eine Reihe von Ölgemälden anfertigen. Sie zeigen unter anderem Landschaften und Orte, die über Jahrhunderte kulturell mit Deutschland verbunden oder bis zum Ende des Ersten Weltkriegs Teil des Deutschen Reiches waren und infolge des Versailler Vertrages – wie Nordschleswig – abgetrennt wurden: z. B. Elsass-Lothringen und Posen-Westpreußen.
Heute dient das Haus als Büro- und Tagungsgebäude der Bildungsstätte Jugendhof Knivsberg.